# 사뵬롭스키역
사뵬롭스키역(러시아어: Савёловский вокзал)은 러시아 모스크바에 위치한 모스크바의 9개 철도 터미널 중 하나이다. 도시 북쪽 교외 방향으로 서비스를 제공한다.

## 교통
세르푸홉스코 티미랴젭스카야 선의 사뵬롭스카야 역과 볼샤야 콜체바야 선 및 칼리닌스코 솔른쳅스카야 선의 사뵬롭스카야 역을 이용할 수 있다.